# LM 27
Die LM 27 ist der meistgebaute Motorsegler in Europa.

## Merkmale und Geschichte
Die LM 27 wurde von 1972 bis 1985 in einer dänischen Werft, LM Yachting, in Lunderskov speziell zum Segeln auf der Ostsee gebaut. Die Werft ging aus einer Möbelfabrik hervor. LM steht dabei für Lunderskov Møbelfabrik. Heute werden von der Nachfolgegesellschaft LM Wind Power Flügel für Windräder, u. a. auch in Deutschland, hergestellt. Die meisten Boote wurden in Europa verkauft, etwa ein Viertel ging in die USA, vornehmlich in das Gebiet der Großen Seen und an die Ostküste. 

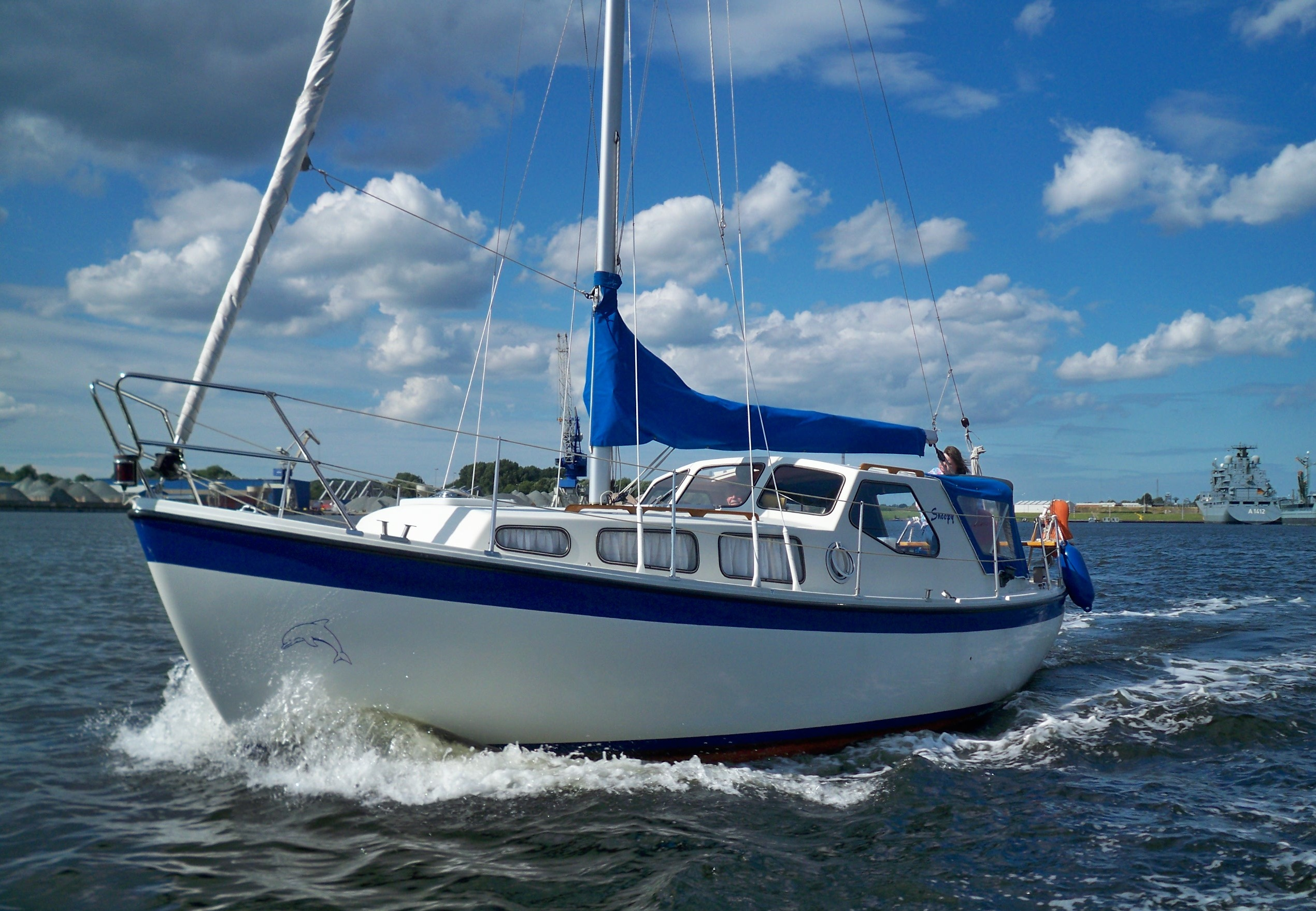

Konstrukteur des als Langkieler konzipierten Bootes war Palle Mortensen. 
LM stellte den verhältnismäßig stark motorisierten Spitzgatter mit gleichem Konzept später auch in weiteren Größen her: LM 23, LM 24, LM 27, LM 28, LM 30 LM 32.
Die LM zeichnen sich durch einen eingedeckten Fahrerstand mit Stehhöhe aus, in dem auch die Pantry untergebracht ist. Damit war LM einer der Vorreiter der heute hergestellten Deckssalonjachten.